# Hathras (Distrikt)
Der Distrikt Hathras (Hindi हाथरस जिला, Urdu ضلع ہاتھ رس), vor 2012 Distrikt Mahamaya Nagar, ist ein Verwaltungsdistrikt im nordindischen Bundesstaat Uttar Pradesh. Die Fläche beträgt 1840 km². Verwaltungssitz ist die Stadt Hathras.

## Geschichte
Der Distrikt Hathras wurde am 6. Mai 1997 aus Teilen der Distrikte Aligarh, Mathura und Agra geschaffen. Die damalige Chief Ministerin von Uttar Pradesh Mayawati benannte ihn nach einem Politiker ihrer Bahujan Samaj Party Distrikt Mahamaya Nagar.  Am 23. Juli 2012 wurde der Distrikt durch den Chief Minister Akhilesh Yadav (Samajwadi Party) in Distrikt Hathras, nach der größten Stadt des Distrikts, umbenannt.

## Bevölkerung
Die Einwohnerzahl lag bei der Volkszählung 2011 bei 1.564.708 (2011). Die Bevölkerungswachstumsrate im Zeitraum von 2001 bis 2011 betrug 17,12 %. Hathras hatte 2011 ein Geschlechterverhältnis von 860 Frauen pro 1000 Männer und eine Alphabetisierungsrate von 71,59 %, eine Steigerung um knapp 9 Prozentpunkte gegenüber dem Jahr 2001. Etwa 89 % der Bevölkerung waren Hindus und ca. 10 % Muslime.
Die Urbanisierungsrate des Distrikts lag bei 21,3 %. Die größte Agglomeration war Hathras mit einer Einwohnerzahl von 160.909.